# Bom (gymnastik)

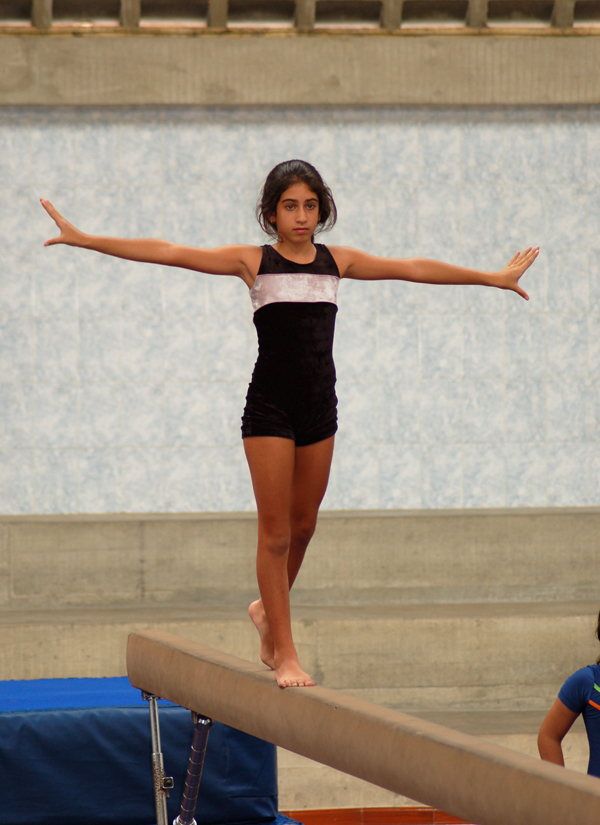
Övning på en bom.

Bom är en av övningarna i artistisk gymnastik. Redskapet man tävlar på består av en vågrät bjälke, upphöjd 125 centimeter över marknivå med stativ eller ben vid ändarna. Gymnasten utför en rad hopp och balansövningar på bommen, vilken är 5 meter lång och 10 centimeter bred. 
Övningarna får pågå i högst 1 minut och 30 sekunder. Som övriga gymnastikövningar bedöms de på en skala, där 20 poäng är max.
Tidigare var balansbommen en ren, polerad träbjälke, men den är på senare tid ofta klädd med läder eller mocka. När gymnaster lär sig nya moment tränar de ofta på sänkta bommar som befinner sig mycket nära marknivå.
Bom ingår som olympisk övning för damer i artistisk gymnastik. 

## Galleri

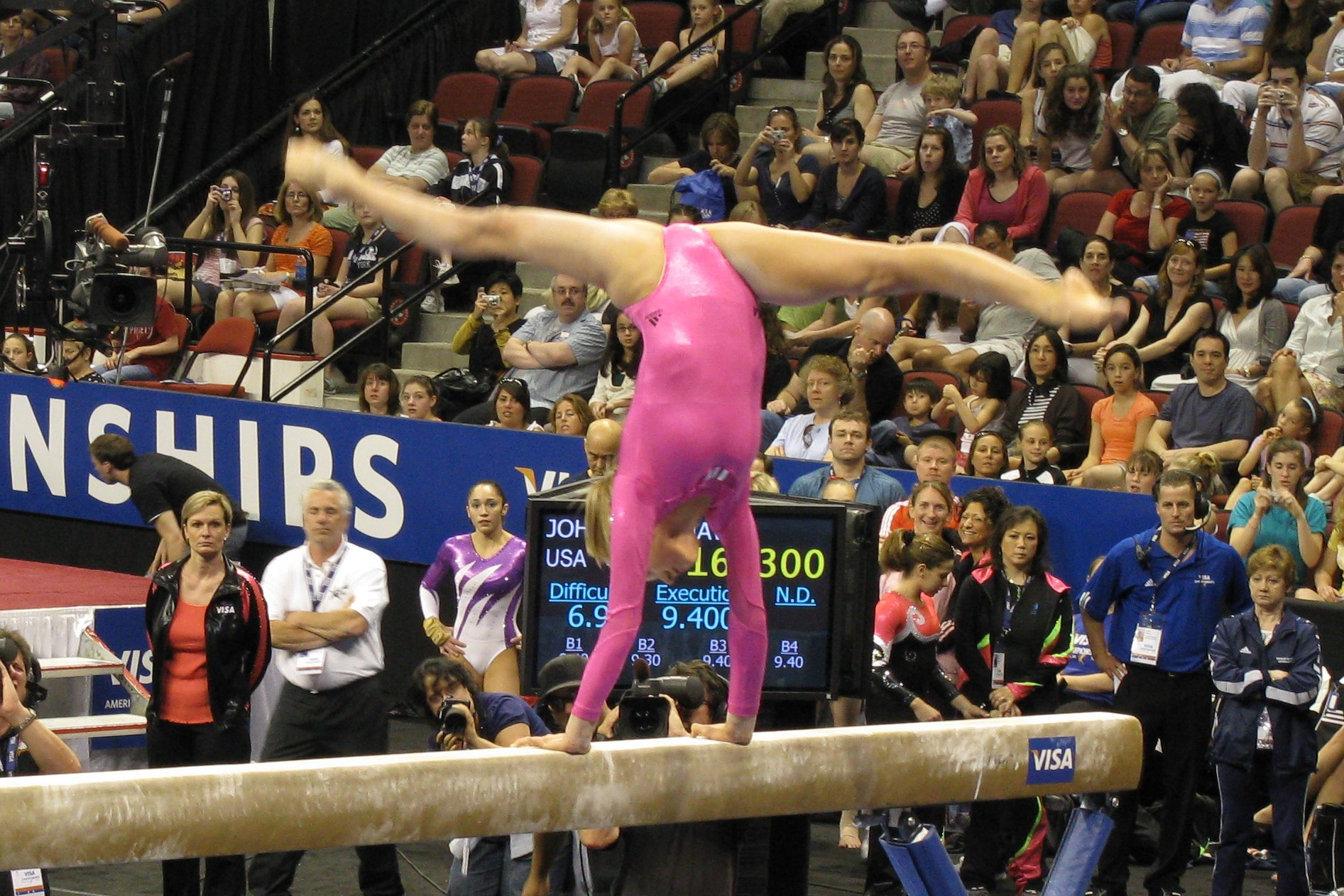
Nastia Liukin på bom under U.S. Gymnastics Championships i Boston år 2008.
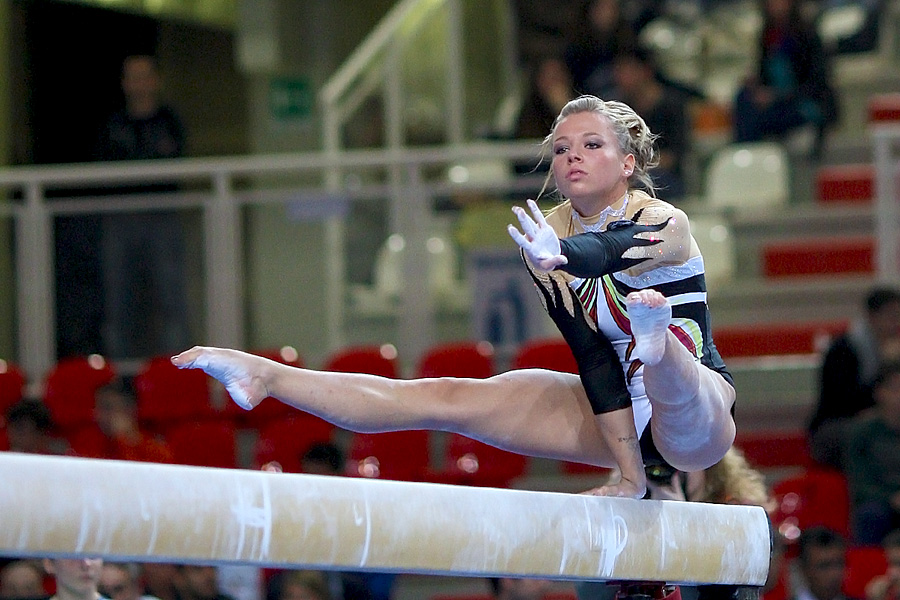
Dorina Böczögő, 2012.